# Racenisia fimbriipinna
Racenisia fimbriipinna är en fiskart som beskrevs av Mago-leccia, 1994. Racenisia fimbriipinna ingår i släktet Racenisia och familjen Hypopomidae. Inga underarter finns listade i Catalogue of Life.